# Marinhac
Marinhac de Diés (en francès Marignac-en-Diois) és un municipi francès situat al departament de la Droma i a la regió d'Alvèrnia-Roine-Alps. L'any 2007 tenia 156 habitants.

## Demografia

### Població
El 2007 la població de fet de Marignac-en-Diois era de 156 persones. Hi havia 79 famílies de les quals 28 eren unipersonals (12 homes vivint sols i 16 dones vivint soles), 31 parelles sense fills, 16 parelles amb fills i 4 famílies monoparentals amb fills.
La població ha evolucionat segons el següent gràfic:
Habitants censats

### Habitatges
El 2007 hi havia 131 habitatges, 76 eren l'habitatge principal de la família, 48 eren segones residències i 7 estaven desocupats. 110 eren cases i 4 eren apartaments. Dels 76 habitatges principals, 43 estaven ocupats pels seus propietaris, 30 estaven llogats i ocupats pels llogaters i 3 estaven cedits a títol gratuït; 15 tenien una cambra, 1 en tenia dues, 12 en tenien tres, 15 en tenien quatre i 33 en tenien cinc o més. 40 habitatges disposaven pel capbaix d'una plaça de pàrquing. A 25 habitatges hi havia un automòbil i a 34 n'hi havia dos o més.

### Piràmide de població
La piràmide de població per edats i sexe el 2009 era:
| Homes | Edats   | Dones |
| ----- | ------- | ----- |
| 0     | 95 o +  | 0     |
| 0     | 90 a 94 | 0     |
| 0     | 85 a 89 | 4     |
| 0     | 80 a 84 | 0     |
| 4     | 75 a 79 | 0     |
| 12    | 70 a 74 | 12    |
| 8     | 65 a 69 | 4     |
| 0     | 60 a 64 | 0     |
| 0     | 55 a 59 | 0     |
| 4     | 50 a 54 | 0     |
| 8     | 45 a 49 | 4     |
| 12    | 40 a 44 | 16    |
| 0     | 35 a 39 | 4     |
| 0     | 30 a 34 | 0     |
| 4     | 25 a 29 | 4     |
| 0     | 20 a 24 | 0     |
| 16    | 15 a 19 | 12    |
| 12    | 10 a 14 | 4     |
| 8     | 5 a 9   | 4     |
| 12    | 0 a 4   | 4     |

## Economia
El 2007 la població en edat de treballar era de 89 persones, 63 eren actives i 26 eren inactives. De les 63 persones actives 57 estaven ocupades (31 homes i 26 dones) i 7 estaven aturades (1 home i 6 dones). De les 26 persones inactives 13 estaven jubilades, 5 estaven estudiant i 8 estaven classificades com a «altres inactius».

### Ingressos
El 2009 a Marignac-en-Diois hi havia 83 unitats fiscals que integraven 180 persones, la mediana anual d'ingressos fiscals per persona era de 16.072 €.

### Activitats econòmiques
Dels 11 establiments que hi havia el 2007, 1 era d'una empresa extractiva, 1 d'una empresa de fabricació d'altres productes industrials, 1 d'una empresa de comerç i reparació d'automòbils, 1 d'una empresa d'hostatgeria i restauració, 1 d'una empresa d'informació i comunicació, 1 d'una empresa de serveis, 1 d'una entitat de l'administració pública i 4 d'empreses classificades com a «altres activitats de serveis».
L'únic servei als particulars que hi havia el 2009 era una funerària.
L'any 2000 a Marignac-en-Diois hi havia 13 explotacions agrícoles que ocupaven un total de 175 hectàrees.

## Poblacions més properes
El següent diagrama mostra les poblacions més properes.